# Henitjesk
Henitjesk (ukrainska: Гені́чеськ uttal (fil); ryska: Гени́ческ, Genitjesk) är en stad i Cherson oblast i södra Ukraina. Den ligger strax norr om Krim, vid Azovska sjön och Henitjesksundet som förbinder Azovska sjön med Syvasj. Henitjesk beräknades ha omkring 19 250 invånare i början av 2021.
Henitjesk är administrativt centrum för Henitjesk rajon, som sträcker sig ytterligare några mil söderut längs Arabatnäset och därmed är det sydligaste distriktet inom Cherson oblast.